# 1844 v loďstvech
Tento článek obsahuje významné události v oblasti loďstev v roce 1844.

## Lodě vstoupivší do služby
- 3. dubna –  USS Plymouth – 26dělová šalupa
- 9. září –  HMS Daring – 12dělová briga
- 29. září –  USS Michigan
- 10. listopad –  USS Portsmouth – 20dělová šalupa
- 12. prosince –  HMS Rattler – 12dělová šalupa
- USS Jamestown – šalupa
- USS St. Mary's – 22dělová šalupa